# Hatun Sürücü meggyilkolása

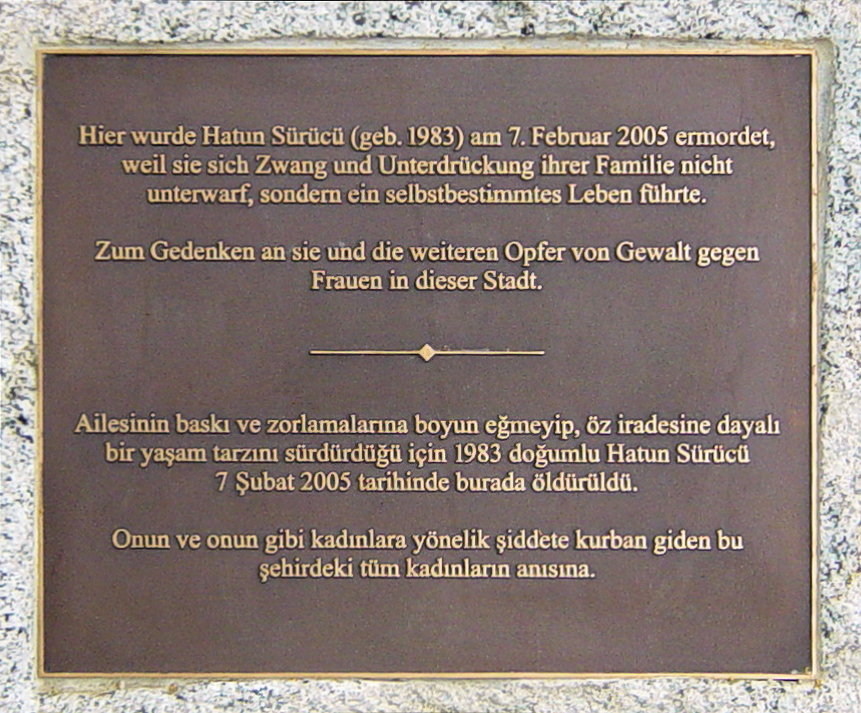
Hatun Sürücü emléktáblája Berlinben

Hatun "Aynur" Sürücü (más írott alakban Hatin Sürücü; Nyugat-Berlin, 1982. január 17. – Berlin, 2005. február 7.) németországi török-kurd nő. Családja a törökországi Erzurumból származik. Egy becsületgyilkosság során saját öccse gyilkolta meg 23 éves korában. Sürücü elvált saját unokatestvérétől, akikhez 16 évesen adták hozzá, és egy német férfival randevúzott. Meggyilkolása nyilvános vitákat váltott ki a muszlim családokban előforduló kényszerházasságokról.
Sürücüt 16 éves korában a család régi falujában adták hozzá unokatestvéréhez. 1999-ben adott életet fiának, Cannak. 1999 októberében elszökött szülei berlini otthonából, és egy  kiskorú anyáknak fenntartott otthonban talált menedéket. Iskolába járt, és saját lakásba költözött Berlin Tempelhof negyedében. Meggyilkolása idején éppen villamossági képzésének végénél tartott.

## Gyilkosság
2005. február 7-én egy a lakásához közeli buszmegállóban végeztek vele három lövéssel. Február 14-én a rendőrség letartóztatta három bátyját. A híradásokban néhány hét múlva az eset már mint becsületgyilkosság szerepelt, miután fény derült arra, hogy Hatun halála előtt a rendőrségnek jelezte, fenyegetik.

## Büntető eljárás
2005 júliusában Sürücü bátyjait a berlini Ügyészség gyilkosság vádjával elítélte. 2005. szeptember 14-én Ayhan Sürücü, a legfiatalabb testvér beismerte nővére meggyilkolását.
2006 áprilisában Ayhant kilenc év és három hónap börtönre ítélték, két idősebb bátyját bűnrészesség vádjával pénzbüntetéssel sújtották. Az ügyészség fellebbezett, és egy újabb tárgyalást tűztek ki 2008 augusztusában.
Miután letöltötte büntetését, Ayhan Sürücüt 2014. július 4-én engedték ki a börtönből. Rögtön ezután Németországból Törökországba deportálták.

## Közfelháborodás
2004 októbere óta Sürücü meggyilkolása volt a hatodik becsületgyilkossággal kapcsolatos eset.
2005. február 22-én a Berlini Melegek és Leszbikusok Egyesülete virrasztást tartott a gyilkosság helyszínén, amelyen 100 német és kurd vett részt. Február 24-én egy második virrasztásra is sor került német politikusok és művészek szervezésében.
Törökország Europai Uniós csatlakozását ellenző politikusok Sürücü meggyilkolására és hasonló esetekre hivatkoztak mint az emberi jogok megsértésére a török kultúrában. (Sürücü kurd származása ellenére.)
A Sürücü család ismét közfelháborodás tárgyává vált, amikor Hatun lánytestvére, Arzu fellebbezett Hatun hatéves fiának, Cannak a felügyeleti jogáért, aki édesanyja meggyilkolása óta örökbefogadó szülőknél élt Berlinben. Nyolc hónappal később a berlin-tempelhofi bíróság elutasította a kérelmet. Arzu fellebbezett az ítélet ellen, de ezt is elutasították.
Hatun halálának évfordulójáról a gyilkosság helyszínén koszorúkkal emlékeznek meg, aktivisták a nevét kényszerházasságok és becsületgyilkosságok elleni kampányokban használják. 

## Fordítás
Ez a szócikk részben vagy egészben  a   Honor killing of Hatun Sürücü című angol Wikipédia-szócikk ezen változatának fordításán alapul.  Az eredeti cikk szerkesztőit annak laptörténete sorolja fel. Ez a jelzés csupán a megfogalmazás eredetét és a szerzői jogokat jelzi, nem szolgál a cikkben szereplő információk forrásmegjelöléseként.